# Luis Rafael Hernández Quiñones
Luis Rafael Hernández Quiñones (La Habana, 1974) es un poeta, ensayista, narrador, cuentista y profesor adjunto de la Facultad de Artes y Letras de la Universidad de La Habana y profesor colaborador de la Universidad Complutense de Madrid. Es Doctor en Filología Hispanoamericana por la Universidad Complutense de Madrid, Máster en Didáctica, y Licenciado y Máster en Estudios Literarios. 

## Trayectoria
Dirigió la revista literaria Jácara (1995-2005). Fundó las editoriales CubaLiteraria y Ediciones CUBARTE. Es Miembro de la Asociación Internacional de Hispanistas (AIH), de la Association pour le Développement des Études Hispaniques y de la Asociación de Estudios Latinoamericanos (LASA), Vicepresidente de la Asociación Cultural “Palabras Libres”, y miembro del Comité Editorial de la revista bilingüe español-inglés Hipertexto, del Departamento de Lenguas y Literatura Modernas de la Universidad de Texas-Pan American. 
Escribió programas dramatizados y culturales para la radio y la televisión de Cuba. Colabora con diversos medios de prensa y como editor literario, y ejerce la docencia en institutos de formación literaria de Madrid como Fuentetaja y Hotel Kafka. Desde 2004 trabaja, además, para el Instituto Cervantes de Madrid como columnista de la sección Rinconete. 
Desde 2012 es Director de la Editorial Verbum de Madrid.

## Obra
- Un bosque por dentro (relatos, Ediciones La Puerta de Papel, La Habana, 1990)
- En la Casa del Hombre (poesía, Ed. Banco de Ideas Zeta, La Habana, 1995)
- Cartas al padre (poesía, Ed. Alfalfa, Madrid, en edición bilingüe español-árabe, 2000)
- Los hijos de Adán (relatos, Editorial Unicornio, La Habana, 2002)
- Colómbico (poesñia, Ed. Letras Cubanas, La Habana, 2003)
- Crece en mi cuerpo el mundo (poesía para niños, Ed. Gente Nueva, La Habana, 2005)
- Cartas al hijo (poesía, Ed. Elogio del Horizonte, Gijón, España, 2008).
- Cuentos eróticos de la antigua Arabia (relatos, Editorial Arte y Literatura, La Habana, 2011)
- Mulato (novela juvenil, Editorial Gente Nueva, La Habana, 2006)
- Liz desea (novela juvenil, Editorial Sigla, Miami, 2009)
- Cuentos y Leyendas del Caribe (relatos, Grupo Anaya, Madrid, 2010)
- Babel (poesía, Ed. Bubok, Madrid, 2011), 2.ª edición (Ed. Verbum, Madrid, 2023)
- Entre Prometeo y Narciso. El Siglo Modernista (ensayo, Ed. Complutense, Madrid, 2013)
- La doncella y el unicornio (novela juvenil, Ed. Gente Nueva, La Habana, 2013)
- Poemas de amor y desamor (poesía, Ed. Montecallado, La Habana, 2013)
- El mirador del cielo (poesía, Ed. Letras Cubanas, La Habana, 2014)
- El Modernismo y Orígenes (ensayo, Ed. Funambulista, Madrid, 2016)
- De donde crece la palma. La literatura cubana a través de 100 autores fundamentales (ensayo, Ed. Verbum, Madrid, 2019)
- Cartas a mi madre (poesía, Ed. Betania, Madrid, 2020)
- Prometeico (poesía, Ed. Verbum, Madrid, 2023)
- Providencia (novela, Ed. Verbum, Madrid, 2025)

## Premios
- Premio Nacional de Cuento (1990, Cuba)
- Premio Nacional de Ensayo "Eliseo Diego" (1996)
- Premio de la Crítica Literaria “La Rosa Blanca” 2007 al mejor libro para jóvenes, por su novela Mulato (2007)